# 余市港
余市港（よいちこう）は、北海道余市郡余市町港町にある港湾。港湾管理者は余市町。港湾法上の地方港湾に指定されている。
本稿では余市漁港（よいちぎょこう）についても併せて記述する。

## 港湾施設
港には余市郡漁業協同組合による「余市水産物地方卸売市場」などが立地している。

## 沿革
- 1929年（昭和04年）：余市港修築工事着工。
- 1953年（昭和28年）：「地方港湾」指定し、余市町が港湾管理者となる。
- 1971年（昭和46年）：海上自衛隊大湊地方隊余市防備隊開隊[3]。
- 1972年（昭和47年）：臨港地区指定。

## 余市漁港
余市漁港（よいち ぎょこう）は北海道が管理する第1種漁港。4地区あり、いずれも余市郡漁業協同組合が担当している。
- 本港地区（北海道余市郡余市町入舟町） - 別称は余市河口漁港。余市フィッシャリーナが整備されている。
- 出足平地区（北海道余市郡余市町白岩町）
- 島泊地区（北海道余市郡余市町潮見町）
- 湯内地区（北海道余市郡余市町豊浜町）